# Krystyna Ceynowa
Krystyna Ceynowa (también escrito Cejnowa; muerta en 1836) fue una supuesta bruja en Prusia, víctima polaca étnica de asesinato por linchamiento. Acusada de hechicería, fue sometida a una prueba del agua y arrojada al mar en Ceynowa (hoy Chałupy). Fue la última persona en Polonia y una de las últimas personas en Europa en ser linchada bajo sospecha de hechicería y brujería.

## Trasfondo
Krystyna Ceynowa era la viuda de un pescador, viviendo en Ceynowa en la península de Hel, en la provincia de Prusia. La comunidad sospechaba de ella por varias razones, incluyendo el hecho de que nunca iba a la iglesia, y se decía que los cuervos se sentían atraídos por su chimenea. Esto le dio mala reputación a ojos de la congregación y los locales sospechaban que era una bruja. Sin embargo, las autoridades en aquel tiempo no estaban dispuestas a realizar un juicio por brujería, el cual en aquel entonces ya era ilegal.

## El asesinato
Un día de 1836, una turba de linchadores la tomó cautiva y determinó probarla a ver si era una bruja. Sus probadores fueron llamados desde Sopot, y sometida al suplicio del agua durante una prueba ilegal. El hecho tuvo lugar en el Mar Báltico: la transportaron en una barca y la arrojaron por la borda. Para incredulidad de muchos, quedó flotando largo tiempo, lo que fue tomado como una evidencia de brujería, mientras que nadie pensó que sus amplias faldas habían actuado como una boya, al hincharse. Como Ceynowa no se ahogaba, los presentes la creyeron una bruja real y la mataron a golpes de remo o (según otra versión) a puñaladas hasta la muerte.
Su caso demuestra que la creencia en la brujería continuó entre el pueblo mucho tiempo después de que las autoridades legales dejaran de aceptar los cargos de brujería, y que las personas ocasionalmente se tomaban la justicia por su mano cuando sospechaban brujería.